# Indy Lights 1996
De 1996 CART PPG/Dayton Indy Lights Kampioenschap was het elfde kampioenschap van de Indy Lights.

## Teams en Rijders
Alle teams reden met een Lola T93/20-chassis en met een 3.5 L Buick V6-motor.
| Team                     | Nr | Rijder             | Sponsor(s)                                  | Opmerkingen |
| ------------------------ | -- | ------------------ | ------------------------------------------- | --- |
| Brian Stewart Racing     | 2  | Mattias Andersson  | Sharp / STP                                 | Reed de eerste twee races                                                                                       |
| Brian Stewart Racing     | 2  | Nick Firestone     | STP / Ultimate Precision                    | Reed in Michigan, Milwaukee, Detroit, Portland, Cleveland en Toronto                                            |
| Brian Stewart Racing     | 2  | Felipe Giaffone    | STP / Premier National Lease                | Reed de laatste twee races                                                                                      |
| Brian Stewart Racing     | 3  | Gualter Salles     | Kibon / Tang / STP / Premier National Lease | |
| Brian Stewart Racing     | 61 | Jack Miller        | Crest                                       | |
| Leading Edge Motorsports | 4  | Felipe Giaffone    | Noran / Bieffe / Banco Sofia                | Reed de eerste acht races                                                                                       |
| Leading Edge Motorsports | 4  | Jose Giaffone      | Banco Sofisa                                | Reed de laatste twee races                                                                                      |
| Leading Edge Motorsports | 4  | Sohrab Amirsardari | Epai / Capital Access Group                 | Reed alleen in Toronto                                                                                          |
| Leading Edge Motorsports | 5  | Sohrab Amirsardari | Epai / Capital Access Group                 | Reed allen in Detroit                                                                                           |
| Leading Edge Motorsports | 23 | Mark Hotchkis      | Fountainhead Water                          | |
| Leading Edge Motorsports | 77 | Rodolfo Lavin      | Corona / America Batteries                  | |
| Performance Racing       | 9  | Andy Boss          | Cross Writing Instruments                   | Reed de eerste twee races                                                                                       |
| Performance Racing       | 9  | David LaCroix      | LaCroix Water                               | Reed alleen in Vancouver                                                                                        |
| PacWest Lights           | 10 | Bob Reid           | ADT Automotive                              | Reed alleen in Tonronto                                                                                         |
| PacWest Lights           | 10 | Robby Unser        | ADT Automotive                              | Reed de eerste twee races                                                                                       |
| PacWest Lights           | 12 | Robby Unser        | ADT Automotive                              | Reed in Pennsylvania, Michigan, Milwaukee, Detroit, Portland, Toronto, Trois-Rivieres, Vancouver en Laguna Seca |
| Team Mears               | 12 | Casey Mears        | Marlboro                                    | Reed alleen in Cleveland                                                                                        |
| Team Medlin              | 11 | Alex Padilla       | SP Aviation / Valvoline                     | Reed niet in Michigan                                                                                           |
| FRE Racing               | 17 | Jose Cordova       | Newport                                     | Reed de eerste twee races                                                                                       |
| FRE Racing               | 17 | Peter Faucetta jr. | Newport                                     | Reed alleen in Pensylvania                                                                                      |
| FRE Racing               | 17 | Jaki Scheckter     | Newport                                     | Reed in Detroit, Portland en Laguna Seca                                                                        |
| FRE Racing               | 17 | Robby Buhl         | Kelly Services                              | Reed alleen in Toronto                                                                                          |
| Summit Motorsports       | 20 | Doug Boyer         | Red Line Oi                                 | Reed in Miami, Long Beach, Michigan, Milwaukee, Detroit en Vancouver                                            |
| Genoa Racing             | 24 | Dave DeSilva       | DeSilva Gates Construction                  | |
| Team Green               | 26 | Chris Simmons      | Kool Car                                    | |
| Team Green               | 27 | Greg Ray           | Kool Car                                    | |
| Indy Regency Racing      | 28 | Hideki Noda        | Tenoras / Greddy                            | |
| Dorricott Racing         | 31 | Shigeaki Hattori   | Tobi / Sesmat / Ibaraki                     | |
| Dorricott Racing         | 32 | Jeff Ward          | Primm Investment Co.                        | |
| Forsythe Racing          | 33 | Dave Empringham    | Player's / Indeck                           | |
| Forsythe Racing          | 66 | Claude Bourbonnais | Player's / Indeck                           | |
| Forsythe Racing          | 99 | Bertrand Godin     | Player's / Indeck                           | Reed in Toronto, Trois-Revieres, Vancouver en Laguna Seca                                                       |
| Team Leisy / McCormack   | 34 | Harry Puterbaugh   | Husqvarna / Capital Access                  | Reed in Miami en Pennsylvania                                                                                   |
| Team Leisy / McCormack   | 34 | Shan Groff         | Husqvarna / Capital Access                  | Reed in Long Beach, Vancouver en Laguna Seca                                                                    |
| Team Leisy / McCormack   | 35 | Niclas Jonsson     | Husqvarna / Capital Access                  | Reed alleen in Long Beach                                                                                       |
| Tasman Motorsports       | 37 | Tony Kanaan        | Marlboro                                    | |
| Tasman Motorsports       | 38 | Jose Luis DiPalma  | Marlboro                                    | |
| Tasman Motorsports       | 39 | Helio Castroneves  | Marlboro / Kiboa / Hudson Oil               | |
| RaceCars                 | 88 | Diego Guzman       |                                             | Reed alleen in Miami                                                                                            |
| RaceCars                 | 88 | Paul Carcasci      | Papirus                                     | Reed alleen in Long Beach                                                                                       |
| RaceCars                 | 88 | Freddy van Beuren  | Herdez Viva Mexico                          | Reed de laatste vijf races                                                                                      |
| RaceCars                 | 89 | Danny Candia       | Breman Beer                                 | Reed alleen in Miami                                                                                            |
| RaceCars                 | 89 | Rogue Aranda       | Breman Beer                                 | Reed in Long Beach, Pennsylvania en Michigan                                                                    |
| RaceCars                 | 89 | Mauricio Slaviero  | Selenia Oil / Kibon / Varig                 | Reed in Portland, Cleveland en Toronto                                                                          |

## Races
| Race | Datum       | Circuit                         | Locatie            |
| ---- | ----------- | ------------------------------- | ------------------ |
| 1    | 3 Maart     | Homestead-Miami Speedway        | Homestead, FL      |
| 2    | 14 April    | Long Beach street circuit       | Long Beach, CA     |
| 3    | 28 April    | Nazareth Speedway               | Nazareth, PE       |
| 4    | 25 Mei      | Michigan International Speedway | Brooklyn, MI       |
| 5    | 2 Juni      | Milwaukee Mile                  | West Allis, WI     |
| 6    | 9 Juni      | Belle Isle Raceway              | Detroit, MI        |
| 7    | 23 Juni     | Portland International Raceway  | Portland, OR       |
| 8    | 30 Juni     | Grand Prix of Cleveland         | Cleveland, OH      |
| 9    | 14 Juli     | Exhibition Place                | Toronto, ON        |
| 10   | 4 Augustus  | Trois-Rivières                  | Trois-Rivières, QU |
| 11   | 1 September | Molson Indy Vancouver           | Vancouver, BC      |
| 12   | 8 September | Laguna Seca Raceway             | Monterey, CA       |

## Race resultaten
| Race | Race naam      | Pole positie       | Snelste ronde     | Meeste ronden aan de leiding | Winnende rijder    | Winnende team            |
| ---- | -------------- | ------------------ | ----------------- | ---------------------------- | ------------------ | ------------------------ |
| 1    | Homestead      | Dave Empringham    | ?                 | Dave Empringham              | Dave Empringham    | Forsythe Racing          |
| 2    | Long Beach     | Gualter Salles     | ?                 | Dave Empringham              | Dave Empringham    | Forsythe Racing          |
| 3    | Pennsylvania   | Claude Bourbonnais | ?                 | Dave DeSilva                 | Dave DeSilva       | Genoa Racing             |
| 4    | Michigan       | Dave Empringham    | ?                 | Dave Empringham              | Dave Empringham    | Forsythe Racing          |
| 5    | Milwaukee      | Mark Hotchkis      | ?                 | Mark Hotchkis                | Mark Hotchkis      | Leading Edge Motorsports |
| 6    | Belle Isle     | Dave Empringham    | ?                 | Tony Kanaan                  | Tony Kanaan        | Tasman Motorsports       |
| 7    | Portland       | Tony Kanaan        | ?                 | Gualter Salles               | Gualter Salles     | Brain Stewart Racing     |
| 8    | Cleveland      | Mark Hotchkis      | ?                 | Gualter Salles               | Gualter Salles     | Brain Stewart Racing     |
| 9    | Toronto        | Jeff Ward          | ?                 | Gualter Salles               | Gualter Salles     | Brain Stewart Racing     |
| 10   | Trois-Rivières | Helio Castroneves  | Helio Castroneves | Helio Castroneves            | Helio Castroneves  | Tasman Motorsports       |
| 11   | Vancouver      | Jeff Ward          | ?                 | Tony Kanaan                  | Claude Bourbonnais | Forsythe Racing          |
| 12   | Monterey       | Tony Kanaan        | ?                 | Tony Kanaan                  | Tony Kanaan        | Tasman Motorsports       |

## Uitslagen
| Pos | Rijder             | MIA | LBH | NAZ | MIS | MIL | DET | POR | CLE | TOR | TRO | VAN | LS | Punten |
| --- | ------------------ | --- | --- | --- | --- | --- | --- | --- | --- | --- | --- | --- | -- | ------ |
| 1   | Dave Empringham    | 1*  | 1*  | 2   | 1*  | 3   | 21  | 3   | 21  | 6   | 4   | 5   | 6  | 148    |
| 2   | Tony Kanaan        | 10  | 2   | 12  | 17  | 7   | 1*  | 5   | 19  | 24  | 2   | 2*  | 1* | 113    |
| 3   | Gualter Salles     | 6   | 3   | 11  | 6   | 4   | 22  | 1*  | 1*  | 1*  | 15  | 21  | 19 | 108    |
| 4   | Claude Bourbonnais | DNQ | 7   | 16  | 18  | 8   | 3   | 4   | 2   | 2   | 20  | 1   | 3  | 104    |
| 5   | Mark Hotchkis      | 3   | 9   | 3   | 2   | 1*  | 9   | 10  | 18  | 9   | 19  | 3   | 7  | 102    |
| 6   | Alex Padilla       | 17  | 5   | 15  |     | 17  | 2   | 2   | 20  | 5   | 3   | 4   | 4  | 90     |
| 7   | Helio Castroneves  | DNS | 4   | 17  | 5   | 11  | 17  | 8   | 3   | 23  | 1*  | 10  | 2  | 84     |
| 8   | Dave DeSilva       | 4   | 10  | 1*  | 7   | 19  | 6   | 12  | 16  | 15  | 7   | 18  | 9  | 61     |
| 9   | Jose Luis DiPalma  | 15  | 6   | 6   | 8   | 14  | 4   | 11  | 7   | 8   | 11  | 6   | 13 | 56     |
| 10  | Chris Simmons      | 2   | 23  | 4   | 12  | 5   | 7   | 21  | 11  | 14  | 17  | 7   | 12 | 54     |
| 11  | Jeff Ward          | 5   | 8   | 5   | 3   | DNS | 11  | 17  | 13  | 20  | 16  | 20  | 5  | 53     |
| 12  | Greg Ray           | 7   | 11  | 18  | 15  | 2   | 8   | 6   | 10  | 16  | 6   | 17  | 16 | 48     |
| 13  | Shigeaki Hattori   | 9   | DNQ | 10  | 19  | 6   | 13  | 7   | 9   | 4   | 8   | 16  | 14 | 42     |
| 14  | Hideki Noda        | 11  | 16  | 7   | 13  | 12  | 16  | 20  | 5   | 3   | 12  | 13  | 15 | 34     |
| 15  | Robby Unser        | 13  | 15  | 14  | 4   | 10  | 10  | 15  |     | 10  | 9   | 14  | 20 | 25     |
| 16  | Bertrand Godin     |     |     |     |     |     |     |     |     | 7   | 5   | 11  | 10 | 21     |
| 17  | Felipe Giaffone    | 14  | 24  | 13  | 10  | 9   | 18  | 16  | 6   |     |     | 22  | 8  | 20     |
| 18  | Nick Firestone     |     |     |     | 11  | 16  | 20  | 9   | 4   | 19  |     |     |    | 18     |
| 19  | Jack Miller        | 21  | 18  | 8   | 20  | 18  | 15  | 19  | 14  | 21  | 10  | 9   | 23 | 12     |
| 19  | Jaki Scheckter     |     |     |     |     |     | 5   | 18  |     |     |     |     | 11 | 12     |
| 21  | Roque Aranda       |     | 20  | 9   | 9   |     |     |     |     |     |     |     |    | 8      |
| 22  | Freddy Van Beuren  |     |     |     |     |     |     |     | 12  | 12  | 13  | 8   | 17 | 7      |
| 23  | Doug Boyer         | 8   | 22  |     | 16  | 13  | 19  |     |     |     |     | 23  |    | 5      |
| 23  | Casey Mears        |     |     |     |     |     |     |     | 8   |     |     |     |    | 5      |
| 25  | Robby Buhl         |     |     |     |     |     |     |     |     | 11  |     |     |    | 2      |
| 25  | Rodolfo Lavin      | 16  | 19  | DNQ | 14  | 15  | 12  | 14  | 15  | 13  | 18  | 12  | 21 | 2      |
| 27  | Shan Groff         |     | 12  |     |     |     |     |     |     |     |     | DNS | 22 | 1      |
| 27  | Jose Cordova       | 12  | 25  |     |     |     |     |     |     |     |     |     |    | 1      |
| 29  | Bob Reid           |     |     |     |     |     |     |     |     | 22  |     |     |    | 0      |
| 29  | Harry Puterbaugh   | 23  |     | DNS |     |     |     |     |     |     |     |     |    | 0      |
| 29  | David LaCroix      |     |     |     |     |     |     |     |     |     |     | 15  |    | 0      |
| 29  | Niclas Jonsson     |     | 17  |     |     |     |     |     |     |     |     |     |    | 0      |
| 29  | Diego Guzman       | 18  |     |     |     |     |     |     |     |     |     |     |    | 0      |
| 29  | Jose Giaffone      |     |     |     |     |     |     |     |     |     | 14  | 19  | 18 | 0      |
| 29  | Peter Faucetta jr. |     |     | 19  |     |     |     |     |     |     |     |     |    | 0      |
| 29  | Paolo Carcasci     |     | 21  |     |     |     |     |     |     |     |     |     |    | 0      |
| 29  | Danny Candia       | 22  |     |     |     |     |     |     |     |     |     |     |    | 0      |
| 29  | Andy Boss          | 19  | 14  |     |     |     |     |     |     |     |     |     |    | 0      |
| 29  | Mattias Andersson  | 20  | 13  |     |     |     |     |     |     |     |     |     |    | 0      |
| 29  | Sohrab Amirsardari |     |     |     |     |     | 14  |     |     | 17  |     |     |    | 0      |
| 29  | Mauricio Slaviero  |     |     |     |     |     |     | 13  | 17  | 18  |     |     |    | 0      |
| Pos | Rijder             | MIA | LBH | NAZ | MIS | MIL | DET | POR | CLE | TOR | TRO | VAN | LS | Punten |

| Kleur       | Resultaat                       |
| ----------- | ------------------------------- |
| Goud        | Winnaar                         |
| Zilver      | 2de plaats                      |
| Brons       | 3de plaats                      |
| Groen       | 4de en 5de plaats               |
| Lichtblauw  | 6de–10de plaats                 |
| Donkerblauw | Gefinisht (buiten de Top 10)    |
| Paars       | Niet gefinisht                  |
| Rood        | Niet gekwalificeerd (DNQ)       |
| Bruin       | Teruggetrokken (Wth)            |
| Zwart       | Gediskwalificeerd (DSQ)         |
| Wit         | Niet Gestart (DNS)              |
| Blank       | Nam geen deel aan de race (DNP) |
| Blank       | Niet geracet                    |

| Toegevoegde info    |                                                      |
| vet                 | Pole positie (1 punt)                                |
| cursief             | Snelste ronde                                        |
| *                   | Meeste ronden aan de leiding (2 punten)              |
| 1                   | Kwalificatie geannuleerd geen bonuspunten uitgedeeld |
| Rookie van het Jaar |                                                      |
| Rookie              |                                                      |

| Kleur       | Resultaat                       |
| ----------- | ------------------------------- |
| Goud        | Winnaar                         |
| Zilver      | 2de plaats                      |
| Brons       | 3de plaats                      |
| Groen       | 4de en 5de plaats               |
| Lichtblauw  | 6de–10de plaats                 |
| Donkerblauw | Gefinisht (buiten de Top 10)    |
| Paars       | Niet gefinisht                  |
| Rood        | Niet gekwalificeerd (DNQ)       |
| Bruin       | Teruggetrokken (Wth)            |
| Zwart       | Gediskwalificeerd (DSQ)         |
| Wit         | Niet Gestart (DNS)              |
| Blank       | Nam geen deel aan de race (DNP) |
| Blank       | Niet geracet                    |

| Toegevoegde info    |                                                      |
| vet                 | Pole positie (1 punt)                                |
| cursief             | Snelste ronde                                        |
| *                   | Meeste ronden aan de leiding (2 punten)              |
| 1                   | Kwalificatie geannuleerd geen bonuspunten uitgedeeld |
| Rookie van het Jaar |                                                      |
| Rookie              |                                                      |

| Positie | 1  | 2  | 3  | 4  | 5  | 6 | 7 | 8 | 9 | 10 | 11 | 12 |
| ------- | -- | -- | -- | -- | -- | - | - | - | - | -- | -- | -- |
| Punten  | 20 | 16 | 14 | 12 | 10 | 8 | 6 | 5 | 4 | 3  | 2  | 1  |

1986 ·
1987 ·
1988 ·
1989 ·
1990 ·
1991 ·
1992 ·
1993 ·
1994 ·
1995 ·
1996 ·
1997 · 
1998 ·
1999 ·
2000 ·
2001 ·
2002 ·
2003 ·
2004 ·
2005 ·
2006 ·
2007 ·
2008 ·
2009 ·
2010 ·
2011 ·
2012 ·
2013 ·
2014 ·
2015 ·
2016 ·
2017 ·
2018 ·
2019 ·
2020 ·
2021 ·
2022 ·
2023 ·
2024 ·
2025

Lijst van coureurs